# ベトナム語

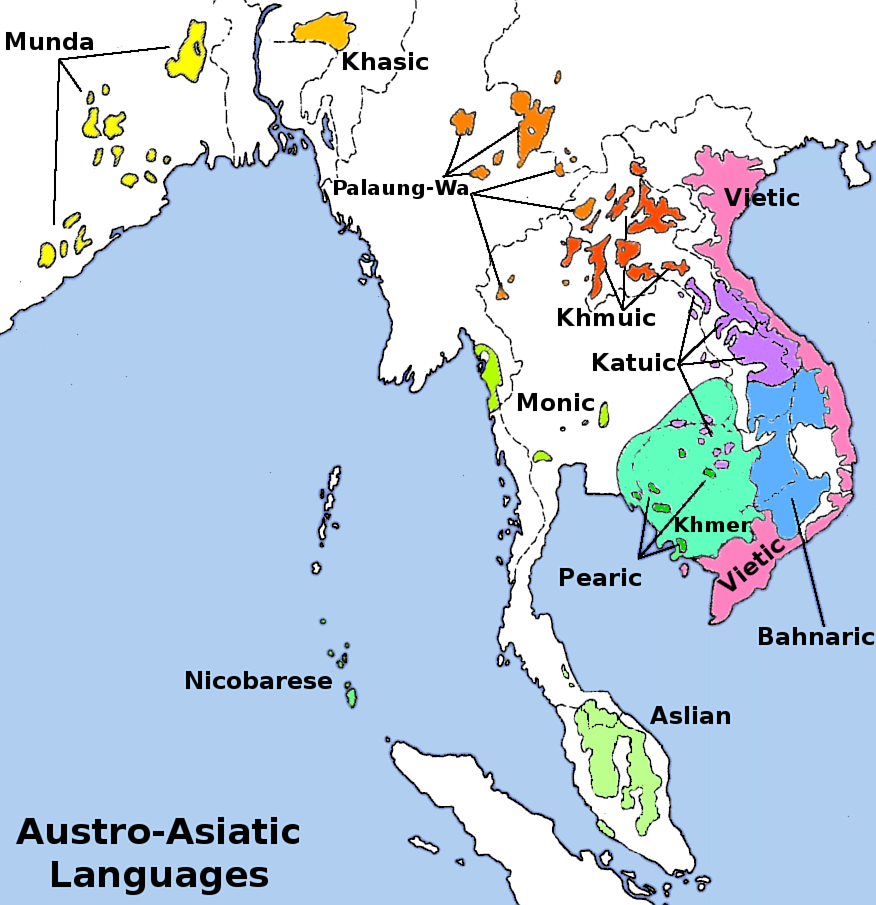
オーストロアジア語族の分布
ベトナム語

ベトナム語（ベトナムご、越: tiếng Việt／㗂越、英: Vietnamese）または越南語（ベトナムご、えつなんご）、越語（えつご）は、ベトナム社会主義共和国の総人口のおよそ 87% を占めるキン族の母語であり、ベトナムの公用語である。キン語（京語、越: tiếng Kinh／㗂京）ともいい、ベトナムの少数民族の間でも共通語として話されるほか、周辺国のカンボジア、ラオス、タイに加え、中華民国（台湾）、アメリカ合衆国、オーストラリア、カナダ、フランス、ドイツなどに居住しているベトナム系移民によっても話される。中華人民共和国でジン族として少数民族指定されているキン族の話すベトナム語はジン語（中国語: 京语; 拼音: Jīngyǔ）と呼ばれる事もある。

## 歴史
東南アジア大陸部の言語は、通常インド文化の影響を強く受けているが、ベトナム語は例外的に日本語・朝鮮語・チワン語などと同様に中国語と漢字文化の強い影響を受けている。
現在のベトナムの北部は、秦によって象郡が置かれて以来、中国の支配地域となった。この地を含む華南は「百越」と総称される諸民族が住んでいた地域で、そのひとつが、現在のキン族の祖先であった。「ベトナム (Việt Nam)」は漢字で書けば「越南」であり、現在の浙江省周辺にあった国の南にある地域のために「越南」と呼ばれた。
しかし、系統的にはシナ・チベット語族やタイ・カダイ語族ではなく、オーストロアジア語族に属すると解することが一般的である。この説に従えば、話者数でクメール語（カンボジア語）を上回るオーストロアジア語族で最大の言語ということになる。また、中国語やタイ諸語などの言語の影響を受け、声調言語になったとされる。

### 表記法の歴史

上段がチュ・クオック・グーによる表記で、下段はチュノム（下線部）と漢字（チュハン）による表記である。「私はベトナム語を話す」という意味。

中国の支配を受けていたため、ベトナムの古典や歴史的な記録の多くは、漢字による漢文で書かれており、漢字文化圏である。現代語をみても、辞書に載っている単語の 70% 以上が漢字語であり、漢字表記が可能である。対応する漢字が無い語については、古壮字などと同じく、漢字を応用した独自の文字チュノム（ベトナム語：Chữ Nôm / 𡨸喃*?）を作り、漢字と交ぜ書きをすることが行われた。
しかし、1919年の科挙廃止、フランス総督府によるチュ・クオック・グー（後述）教育の推進により漢字、チュノムの使用頻度は次第に減少、1945年の阮朝滅亡とベトナム民主共和国の成立により、ベトナムの国字として漢字に代わり、チュ・クオック・グーが正式に採択されたことで、漢字やチュノムは一般には使用されなくなった。
公式な漢字の廃止は1954年であり、南北に分断したこの年にベトナム民主共和国紙幣における漢字使用は廃止されている。現在では日常生活で漢字が見られるのは、テト（旧正月）や中秋節などの伝統行事や仏事、冠婚葬祭などである。漢字の理解者も、高齢者の一部や、国文学や歴史学などの研究者、書道家や仏僧、日本語および中国語の学習者などに限定される。
現在のベトナム語表記に使われるのは、17世紀にカトリックの宣教師アレクサンドル・ドゥ・ロードが考案し、フランスの植民地化以降普及したローマ字表記「チュ・クオック・グー（ベトナム語：Chữ Quốc ngữ / 𡨸國語）」である。植民地期にはチュ・クオック・グーは、フランスによる「文明化」の象徴として「フランス人からの贈り物」と呼ばれたが、独立運動を推進した民族主義者は全てチュ・クオック・グーによる自己形成を遂げたため、不便性と非効率性や識字率向上を理由に、漢字やチュノム文は排除され、チュ・クオック・グーが独立後のベトナム語の正式な表記法となった。
現在、チュ・クオック・グーを公式の表記法とすること自体への異論は存在しないが、伝統的な漢文や難解な漢字・チュノム混交文を理解運用できる人材が少なくなっているため、人文科学、特に歴史研究の発展に不安をもつ知識人の間には、中等教育における漢字教育の限定的復活論がある。

## 文字
現在の正書法であるチュ・クオック・グーでは、ラテン文字と、それに補助記号（ダイアクリティカルマーク）をつけたものが用いられる。ただし、F, J, W, Z は固有名詞・外来語・擬音語・感動詞を表記する際を除いては基本的に用いられない。文字名と読み方はフランス語の発音から以下のようになっている。
漢字（チュハン）とチュノムでも表記できるが、現在は中国の広西自治区東興市にいるジン族の人を除くとベトナム人は学んでおらずほとんど使われていない。
| 文字 | 文字名          | 読み     | 音価 | IPA表記                        |
| ---- | --------------- | -------- | ---- | ------------------------------ |
| A a  | a               | アー     | アー | [aː]                           |
| Ă ă  | á               | アッ     | ア   | [a]                            |
| Â â  | ớ               | ア       | ア   | [ə], [ɜ]                       |
| B b  | bê              | ベー     | バ   | [ɓ], [ʔb] (入破音)             |
| C c  | xê              | セー     | カ   | [k]                            |
| D d  | dê              | ゼー     | ザ   | [z], 南: [j]                   |
| Đ đ  | đê              | デー     | ダ   | [ɗ], [ʔd] (入破音)             |
| E e  | e               | エー     | エ   | [ɛ]                            |
| Ê ê  | ê               | エー     | エ   | [e]                            |
| G g  | giê             | ジェー   | ガ   | [ɣ], [ʒ] (前母音字 i, iê の前) |
| H h  | hắt             | ハッ     | ハ   | [h]                            |
| I i  | i               | イー     | イ   | [i]                            |
| K k  | ca              | カー     | カ   | [k]                            |
| L l  | e-lờ            | エラー   | ラ   | [l]                            |
| M m  | em-mờ           | エマー   | マ   | [m]                            |
| N n  | en-nờ           | エナー   | ナ   | [n]                            |
| O o  | o               | オー     | オ   | [ɔ]                            |
| Ô ô  | ô               | オー     | オ   | [o]                            |
| Ơ ơ  | ơ               | アー     | アー | [əː], [ɜː]                     |
| P p  | pê              | ペー     | パ   | [p]                            |
| Q q  | quy             | クイー   | クワ | [k(w)]                         |
| R r  | e-rờ            | エーラー | ラ   | [z], 南: [ʐ], [ɹ]              |
| S s  | ét-sì           | エッシ   | サ   | [s], 南: [ʂ]                   |
| T t  | tê              | テー     | タ   | [t]                            |
| U u  | u               | ウ       | ウ   | [u]                            |
| Ư ư  | ư               | ウー     | ウ   | [ɯ], [ɨ]                       |
| V v  | vê              | ヴェー   | ヴァ | [v], 南: [j]                   |
| X x  | ích-xì          | イクシ   | サ   | [s]                            |
| Y y  | i dài, i-cờ-rét | イグレッ | イー | [iː]                           |

ベトナム語表記の特徴は、語ではなく音節で分かち書きをすることである。これはベトナム語の単音節的な性質に合っている。

## 音韻
中国語と同様、声母（音節頭子音）と韻母（介母音＋主母音＋音節末子音/母音）、および声調からなる音節構造を持ち、多くの音節はそれ自体で形態素となり得る点でいわゆる「単音節語」的な特徴を有する。注記したものを除き、すべての単母音、二重母音は主母音に立つことができる。
音節末母音（-i/-y, -o/-u）は、IPAでは、半母音（[j], [w]）として見做される為、音節末子音と同様に扱われる。
漢字音の対応は、中国語各方言・日本語・朝鮮語でほとんど変化のない（変化しても b など唇音のまま） [m] 声母字「面」「民」などが、d （北部方言の [z]） に変化し、半母音の [j] 声母字も摩擦が強まり、d（北部方言の [z]）となっている。また、[s] の一部は [t] に変化しているのが特徴的で、現代中国語の sh ([ʂ]) 声母字の一部は th ([tʰ]) に対応する。

### 母音（Nguyên âm）
| 文字 | 音価   | IPA表記           | 発音の特徴                                             | 備考 |
| ---- | ------ | ----------------- | ------------------------------------------------------ | --- |
| a    | アー   | [aː], [ɐː]        | 口を大きく開けてやや長めに                             | |
| ă    | ア     | [a], [ɐ]          | 口を大きく開けて短く                                   | 単独で主母音に立たない。必ず音節末子音/母音を伴う閉音節になる |
| â    | ア     | [ə], [ɜ],[ʌ], [ɤ] | アとオの中間的な感じで短く                             | 単独で主母音に立たない。必ず音節末子音/母音を伴う閉音節になる |
| ơ    | アー   | [əː], [ɜː], [ɤː]  | アとオの中間的な感じでやや長めに                       | |
| e    | エー   | [ɛː]              | 口を大きく開けて、エとアの中間的な感じでやや長めに     | |
| ê    | エー   | [eː]              | 口を軽く狭めに開けて、エとイの中間的な感じでやや長めに | |
| i    | イ(ー) | [i(ː)]            | 唇を左右に強く引いて                                   | 音節末母音 [j] に立つ（主母音 a, o, ô, ơ, u, ư, uô, ươ の後）。主母音はやや長めに、末母音は短く発音される |
| y    | イー   | [iː]              | i の長母音。唇を左右に強く引いてやや長めに             | 音節末母音 [j] に立つ（主母音 ă, â の後。［ă は、短音記号(ブレーヴェ)を省略して表記する］）。主母音は短く、末母音はやや長めに発音される                                                                                                   |
| o    | オー   | [ɔː]              | 口を大きく開けてやや長めに                             | 音節末母音 [w] に立つ（主母音 a, e の後）。主母音はやや長めに、末母音は短く発音される |
| ô    | オー   | [oː]              | 唇を丸く狭めて口を軽く突き出しやや長めに               | |
| u    | ウー   | [uː]              | 唇を丸めて口を強く突き出しやや長めに                   | 音節末母音 [w] に立つ（主母音 i, ê, ư, ă, â, ươ, iê(yê) の後。［ă は、短音記号(ブレーヴェ)を省略して表記する］）。母音 ê, ă, â の時、主母音は短く、末母音はやや長めに発音され、母音 i, ư の時、主母音はやや長めに、末母音は短く発音される |
| ư    | ウー   | [ɯː], [ɨː]        | 唇を左右に強く引いてやや長めに                         | |

※音節末子音 -ch, -nh が後続する主母音 a, ê, i(y) 、音節末子音 -c, -ng が後続する主母音 o, ô, u 、音節末子音 -t, -c, -ng が後続する主母音 ư 、音節末母音 -y が後続する主母音 a、音節末母音 -u が後続する主母音 ê, a は、必ず短母音として短く発音される。
| 文字 | 音価 | IPA表記 | 備考                                  |
| ---- | ---- | ------- | ------------------------------------- |
| o    | オ   | [w]     | 主母音 a, ă, e の前                   |
| u    | ウ   | [w]     | 主母音 y(i), ê, â, ơ, ô , ya, yê の前 |

発音の特徴
唇を丸く狭めて口を軽く突き出し短く
※頭子音 q- の後は、主母音に関係なく、必ず介母音 u が続く（例：quan「関所、官吏(役人)」, quê「田舎、故郷」⇔ hoa「花」, thuế「税」）。
| 文字 | 正書法上の制限 | 音価            | IPA表記                  | 発音の特徴                                                            |
| ---- | -------------- | --------------- | ------------------------ | --------------------------------------------------------------------- |
| -ia  | (C)_Ø          | イーア (イーエ) | [iə] ([ie])              | イは唇を左右に強く引いてやや長めに、ア (エ)はあいまいな感じで軽く短く |
| -iê- | C_C            | イーア (イーエ) | [iə] ([ie])              | イは唇を左右に強く引いてやや長めに、ア (エ)はあいまいな感じで軽く短く |
| -ya  | CV_Ø           | イーア (イーエ) | [iə] ([ie])              | イは唇を左右に強く引いてやや長めに、ア (エ)はあいまいな感じで軽く短く |
| -yê- | (C)(V)_C       | イーア (イーエ) | [iə] ([ie])              | イは唇を左右に強く引いてやや長めに、ア (エ)はあいまいな感じで軽く短く |
| -ua  | (C)_Ø          | ウーア (ウーオ) | [uə] ([uo])              | ウは唇を丸く突き出してやや長めに、ア (オ)はあいまいな感じで軽く短く   |
| -uô- | (C)_C          | ウーア (ウーオ) | [uə] ([uo])              | ウは唇を丸く突き出してやや長めに、ア (オ)はあいまいな感じで軽く短く   |
| -ưa  | (C)_Ø          | ウーア (ウーオ) | [ɯə] ([ɯɤ]), [ɨə] ([ɨɤ]) | ウは唇を左右に強く引いてやや長めに、ア (オ)はあいまいな感じで軽く短く |
| -ươ- | (C)_C          | ウーア (ウーオ) | [ɯə] ([ɯɤ]), [ɨə] ([ɨɤ]) | ウは唇を左右に強く引いてやや長めに、ア (オ)はあいまいな感じで軽く短く |

注）V→母音（介母音）、C→子音（音節頭子音・音節末子音/母音）、Ø→音節末子音/母音なし（ゼロ韻尾）
※文字表記が、-a で終わるものは開音節となり、-ê, -ô, -ơ で終わるものは閉音節（必ず音節末子音/母音を伴う）となる（南北の発音の違いは、後述の「方言」を参照）。

上記の単母音・二重母音以外に、外来語や擬音・擬態語などに現れる oo, ôô（極稀）が主母音に立つ（音節末子音 -c, -ng が後続する閉音節にのみ現れる(例：soóc「半ズボン」、soong [xoong]「シチュー鍋」など)）。

iu, ưu, ao, au, âu, ai, ay, ây, ưi, ui, êo, êu, ơi, ôi, oi、oa, oe, uê, uơ, uy-, oă-, uâ-, ue, uă- などの上記以外の母音が２つ連続する音節（単母音＋音節末母音、介母音＋単母音）は、厳密には二重母音ではない。

また、iêu(yêu), ươu, ươi, uôi、uya, uyê-、oeo, uyu, oai, oay, uây, ueo, uai, uao, uau, uay などの母音が3つ連続する音節（二重母音＋音節末母音、介母音＋二重母音、介母音＋単母音＋音節末母音）は、便宜的に三重母音と称されることもある。

### 子音（Phụ âm）
| 文字 | 音価      | 音価         | IPA表記                   | 備考 |
| 文字 | 北部      | 中部・南部   | IPA表記                   | 備考 |
| ---- | --------- | ------------ | ------------------------- | --- |
| p    | パ        | パ           | [p]                       | 欧米からの借用語（外来語）のみ。しばしば b（[ɓ], [ʔb]）で発音される |
| b    | バ        | バ           | [ɓ], [ʔb]                 | 入破音。声門を閉じて同時に開放 |
| m    | マ        | マ           | [m]                       | |
| n    | ナ        | ナ           | [n]                       | 北部の一部地域（紅河デルタ）では、しばしば [l] で発音される |
| s    | サ        | シャ*        | [s], [ʂ]                  | 中部・南部ではそり舌音 |
| x    | サ        | サ           | [s]                       | |
| d    | ザ        | ジャ ヤ*     | [z], [ʒ], [j]             | 中部・南部では半母音 |
| gi   | ザ*       | ジャ ヤ      | [z], [ʒ], [j]             | 中部・南部では半母音。前母音 i, iê が後続する場合は、頭子音の i を省略して、一文字だけ表記し、gi, gi- [ziː]（北部）／ [ʒiː/jiː]（中部・南部）, giê- [ziə]（北部）／ [ʒiə/jiə]（中部・南部）と発音する（例：giì → gì「何、何か」、giìn → gìn「保つ、保持[維持]する」、giiếng → giếng「井戸」、giiết → giết「殺す、殺害する」、giiễu → giễu「揶揄する、からかう、嘲笑する、あざ笑う」など）。 |
| r    | ザ        | ラ*          | [z], [ɹ], [ʐ]             | 中部・南部ではそり舌音。西南部（メコンデルタ）では、フランス語の巻き舌音の r（[ʁ]）（口蓋垂音）のように発音されることがある |
| t    | タ        | タ           | [t]                       | |
| đ    | ダ        | ダ           | [ɗ], [ʔd]                 | 入破音。声門を閉じて同時に開放 |
| nh   | ニャ      | ニャ         | [ɲ]                       | |
| h    | ハ        | ハ           | [h]                       | 南部では、介母音 o, u（[w]）を伴う場合、頭子音 h- が脱落したり、g（[ɣ]）で発音されたりすることがある |
| ch   | チャ      | チャ         | [ʨ], [c]                  | |
| tr   | チャ      | チャ* トゥラ | [ʨ], [c], [ʈ], [ʈ͡ʂ], [tr] | 中部・南部ではそり舌音。中部など一部では、[tr] と発音する方言もある |
| c    | カ        | カ           | [k]                       | 主母音 a, ă, â, o, ô, ơ, u, ư, ua, uô, ưa, ươ の前 |
| k    | カ        | カ           | [k]                       | 前母音 i(y), ê, e, ia, iê の前 |
| q(u) | クワ      | ワ*          | [k(w)], [w]               | 介母音 u を伴う場合。南部では、頭子音 q- が弱化して、ほとんど聞こえないか、または、脱落して、半母音で発音されることが多い |
| ph   | ファ      | ファ         | [f]                       | |
| v    | ヴァ*     | ジャ ヤ      | [v], [ʒ], [j]             | 南部では、しばしば半母音で発音される |
| l    | ラ        | ラ           | [l]                       | 北部の一部地域（紅河デルタ）では、しばしば [n] で発音される |
| th   | タ        | タ           | [tʰ]                      | 有気音。強く息を出す |
| kh   | ハ*       | カ           | [x], [kʰ]                 | 喉の奥から擦らせるように強く息を出す。南部では、しばしば有気音で発音される |
| g    | ガ        | ガ           | [ɣ]                       | 喉の奥から強く音を出す。主母音 a, ă, â, o, ô, ơ, u, ư, uô, ươ の前 |
| gh   | ガ        | ガ           | [ɣ]                       | 前母音 i, ê, e, iê の前 |
| ng   | ガ [ンガ] | ガ [ンガ]    | [ŋ]                       | 鼻濁音。鼻に掛かった音を出す。主母音 a, ă, â, o, ô, ơ, u, ư, uô, ưa, ươ の前。南部では、介母音 o, u（[w]）を伴う場合、頭子音 ng- が脱落することがある |
| ngh  | ガ [ンガ] | ガ [ンガ]    | [ŋ]                       | 前母音 i, ê, e, ia, iê の前 |

※「*」は正書法発音（ベトナム語：phát âm chính tả / 發音正寫）
cua [kuə ˧]「蟹」と qua [kwaː ˧]「過ぎる、瓜」 、 ni [niː ˧]「尼、怩」と nhi [ɲiː ˧]「児、而」は、それぞれ発音が異なる。
| 文字 | 音価            | IPA表記  | 備考 |
| ---- | --------------- | -------- | --- |
| -p   | ッ(プ)          | [p̚]      | 内破音。口の構えだけで音は出さない。唇を閉じて息を止める |
| -m   | ム              | [m]      | 唇を閉じて息を鼻の方へ通す |
| -t   | ッ(ト)          | [t̚]      | 内破音。口の構えだけで音は出さない。舌先を上の歯茎に付けて息を止める。中部・南部では、主母音 i, ê の後で [t̚]、他の場合は [k̚]                                   |
| -n   | ン              | [n]      | 舌先を上の歯茎に付けて息を鼻の方へ通す。中部・南部では、主母音 i, ê の後で [n]、他の場合は [ŋ]                                                                 |
| -c   | ッ(ク)          | [k̚]      | 内破音。口の構えだけで音は出さない。舌を奥の方で低くしたまま喉で息を止める。主母音 a, ă, â, ư, iê, uô, ươ の後                                                 |
| -c   | ッ(クプ)        | [k͡p̚]     | 内破音。口の構えだけで音は出さない。主母音 o, ô, u の後。わたり音 [w] を伴う（円唇化）。発音と同時に、すぐに唇を閉じて頬を少し膨らませるようにする（二重調音） |
| -ng  | ン [ン(グ)]     | [ŋ]      | 舌を奥の方で低くしたまま息を鼻の方へ通す。主母音 a, ă, â, ư, iê(yê), uô, ươ の後                                                                               |
| -ng  | ンム [ン(グ)ム] | [ŋ͡m]     | 主母音 o, ô, u の後。わたり音 [w] を伴う（円唇化）。発音と同時に、すぐに唇を閉じて頬を少し膨らませるようにする（二重調音）                                     |
| -ch  | ィッ(ク)        | [c̚], [k̟̚] | 内破音。口の構えだけで音は出さない。唇を左右に強く引いて喉で息を止める。主母音 a, ê, i(y) の後。北部では、わたり音 [j] を伴う（硬口蓋化）。中部・南部では [t̚]  |
| -nh  | ィン            | [ɲ], [ŋ̟] | 唇を左右に強く引いて息を鼻の方へ通す。主母音 a, ê, i(y) の後。北部では、わたり音 [j] を伴う（硬口蓋化）。中部・南部では [n]                                    |

### 声調（Thanh điệu）
ベトナム語には 6 種の声調があり、大きくはbằng（平）とtrắc（仄）の2つの分類に分かれている。各音節は必ずいずれかの声調を持つ。ただし、南部方言では 4. thanh hỏi（問調）に 5. thanh ngã（転調）が合流して、5 声調になっている（南北の声調の違いは、後述の「方言」を参照）。声調記号は、母音字（主母音、または、介母音）の上部（6.thanh nặng (重調) のみ下部）に付記する（例：Ẫ, ở, ý, ặ)。
| 番号 | 声調名      | 読み（意味）                                                               | 記号           | 声調 パターン            | 声調値と IPA表記                  | 平仄      | 例 | 備考 |
| ---- | ----------- | -------------------------------------------------------------------------- | -------------- | ------------------------ | --------------------------------- | --------- | -- | --- |
| 1    | thanh ngang | タィンガン （平らな、横の) [平調(平声、横声)]                              | (なし)         | 中平調                   | ˧ 33 (44)                         | bằng (平) | a  | 普通の高さより少し高めで平らに伸ばす |
| 2    | thanh huyền | タィンフイェン（懸ける(懸かる)、吊り下げる(吊り下がる)) [垂調(玄声、弦声)] | ` (グレイヴ)   | 低降調 (低平調)          | ˨ (˨˩) 21 (22)                    | bằng (平) | à  | 残念そうに、やや低い所から伸ばすようにゆっくりと低く下がる                                                                                     |
| 3    | thanh sắc   | タィンサッ(ク)（鋭い) [鋭調(鋭声)]                                         | ´ (アキュート) | 高昇調                   | ˧˥ 35 (24)                        | trắc (仄) | á  | 普通の高さから一気に素早く上がる |
| 4    | thanh hỏi   | タィンホーイ （尋ねる、問う) [問調(問声)]                                  | ̉ (フック)      | 降昇調                   | ˧˩˧ 312 (31/313)                  | trắc (仄) | ả  | 普通の高さからゆっくりと低く下がって、最後に少し上がる（個人差があり、上がらないこともある）                                                   |
| 5    | thanh ngã   | タィンガー （倒れる、転ぶ) [転調(跌声)]                                    | ˜ (チルダ)     | 高昇調 (昇降調) ＋喉頭化 | ˦˥˦ (˧ˀ˦˥)3ʔ5 [325 (324)]         | trắc (仄) | ã  | 最初から喉の緊張を伴いながら、普通の高さから少し上がって、一瞬声門を閉じた後、急激に上がる                                                     |
| 6    | thanh nặng  | タィンナン （重い) [重調(重声)]                                            | ̣ (ドット)      | 低降調 ＋喉頭化          | ˨˩ (˨˩ˀ) 21ʔ [21 (32ʔ〔32〕/211)] | trắc (仄) | ạ  | 最初から喉の緊張を伴いながら、重々しく喉の奥で音を押し殺すように、やや低い所から一気に下がって声門を閉じる（他の声調よりも音の長さが少し短い） |

ここで示した声調値は五度式であり、5が最も高く、1が最も低いことを表す。
※thanh「声調」の他に、dấu「印、記号」やgiọng「口調、声」を用いた 1.không dấu（ホンザウ）dấu không（ザウホン）「記号無し」dấu ngang（ザウガン）dấu bằng（ザウバン）giọng ngang（ゾンガン）giọng bằng（ゾンバン）thanh không（タインホン）、2.dấu huyền（ザウフイェン）giọng huyền（ゾンフイェン）、3.dấu sắc（ザウサッ(ク)）giọng sắc（ゾンサッ(ク)）、4.dấu hỏi（ザウホーイ）giọng hỏi（ゾンホーイ）、5.dấu ngã（ザウガー）giọng ngã（ゾンガー）、6.dấu nặng（ザウナン）giọng nặng（ゾンナン）という表現もある。
下図のように、1.thanh ngang（平調）, 3.thanh sắc（鋭調）, 5.thanh ngã（転調）は、高い音の領域（高音調）に、2.thanh huyền（垂調）, 4.thanh hỏi（問調）, 6.thanh nặng（重調）は、低い音の領域（低音調）に属しており、それぞれのグループの音が、互いの領域を越えて相容れることはない。
歴史的には、末子音が消滅した時、3 声調に分かれたとされる。ベトナム語の属するオーストロアジア語族のほとんどは声調を持たない。その後、頭子音の無声/有声に従って各声調が二つに分かれ、今日の 6 声調になった。
| モン・クメール | 古ベトナム語 | 現代ベトナム語 |
| -------------- | ------------ | -------------- |
| -Ø             | -Ø           | ngang, huyền   |
| -s, -h         | -h           | hỏi, ngã       |
| -ʔ             | -ʔ           | sắc, nặng      |

音節末子音（閉鎖音韻尾）の声調の制約
中国語において入声韻として分類される末子音 -p、-t、-c、-ch（内破音）で終わる音節が取る声調は、3. thanh sắc（鋭調）(3’. thanh sắc tắc [鋭促調]) と 6. thanh nặng（重調）(6’. thanh nặng tắc [重促調]) の２つだけである。

また、閉鎖音韻尾（入声韻）を伴う 3’. thanh sắc tắc（鋭促調）と 6’. thanh nặng tắc（重促調）は、通常の 3. thanh sắc（鋭調）, 6. thanh nặng（重調）よりも、急上昇、あるいは、急下降するやや短めの発音となり、それに加えて、6’. thanh nặng tắc（重促調）には、通常の 6. thanh nặng（重調）に現れる喉頭化（喉の緊張と声門閉鎖）が見られない為、伝統的な6声調説の他に、3.thanh sắc（鋭調）と 6.thanh nặng（重調）を末子音が閉鎖音韻尾（入声韻）かそれ以外かで、さらに２つに分類する8声調説も提唱されている。

## タイピング方式
チュ・クオック・グーの入力の基本は英文タイプに準ずるが、声調記号や各種装飾記号の入力方法によっていくつかの方式に分かれる。

### VIQR方式
声調記号をそのシンボル通りの入力で補う方式。以下のように入力する。
声調記号： á（a 'の順にタイプ）、à（a `の順にタイプ）、ả（a ?の順にタイプ）、ã （a ~の順にタイプ）、ạ （a .の順にタイプ）。

その他記号： đ（ddの順にタイプ）、ă（a (の順にタイプ）、â ê ô（それぞれa ^, e ^, o ^の順にタイプ）、ư, ơ（それぞれu +, o +の順にタイプ）

### TELEX方式
声調記号を子音字で入力する方式。以下のように入力する。
声調記号： á（a sの順にタイプ）、à（a fの順にタイプ）、ả（a rの順にタイプ）、ã （a xの順にタイプ）、ạ （a jの順にタイプ）。
その他記号： đ（ddの順にタイプ）、ă（a wの順にタイプ）、â ê ô（それぞれa a, e e, o oの順にタイプ）、ư, ơ（それぞれu w, o wの順にタイプ）
また、拡張TELEX方式では、w単体で ưが入力できる、ư, ơが [, ] で入力できる等の機能がある。

### VNI方式
声調記号を数字で入力する方式。以下のように入力する。
声調記号：：á（a 1の順にタイプ）、à（a 2の順にタイプ）、ả（a 3の順にタイプ）、ã （a 4の順にタイプ）、ạ （a 5の順にタイプ）。
その他記号：  đ（d 9の順にタイプ）、ă（a 8の順にタイプ）、â ê ô（それぞれ a 6, e 6, o 6 の順にタイプ）、ư, ơ（それぞれ u 7, o 7の順にタイプ）

### Windows方式
キーボードの最上段の列に記号付き文字と声調記号を割り当てる方式。
声調記号：：à（a 5の順にタイプ）、ả（a 6の順にタイプ）、ã （a 7の順にタイプ）、á（a 8の順にタイプ）、ạ （a 9の順にタイプ）。
その他記号：  đ（-をタイプ）、₫（=をタイプ）、ă â ê ô（それぞれ 1 2 3 4をタイプ）、ư, ơ（それぞれ [ ]をタイプ）

## 文法
語順はSVO型（主語-動詞-目的語）である。
修飾語が基本的に被修飾語の後に置かれる点は、オーストロ＝アジア語族の言語をはじめとする東南アジアの多くの言語と共通である。たとえば、「ベトナム社会主義共和国」は、"nước Cộng hòa Xã hội chủ nghĩa Việt Nam" （国-共和-社会主義-ベトナム）となる。
古典的類型論からみると孤立語的特徴をもっており、形態変化をせず、接辞をあまり用いず、統語的関係はもっぱら語順によって表されること、使役、受動を動詞に先行する前置詞句構文で表すこと、動詞に補語を後置して動作の方向や結果を表すこと、事物の存在を表すための特別の構文が存在することなどは、中国語（普通話）と共通する特徴である。

## 語彙

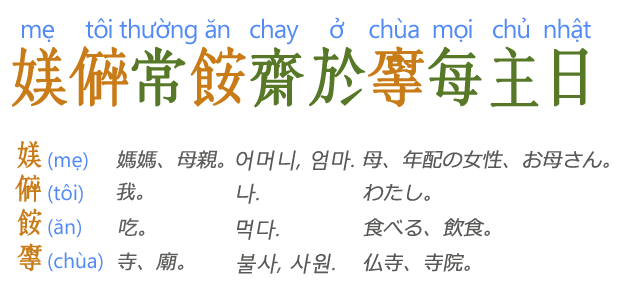
オレンジ色は純越語素（固有語）で、緑色は漢越語素。
「私の母は毎日曜にいつもお寺で精進料理を食べる」

語彙には漢字が多いが、固有語の形態素も漢字語根と同様単音節から成り立つ。ただし造語にあたっては、固有語の場合は文法に従って修飾成分を後置するのに対し、漢越語は中国語からそのまま借用したため、修飾成分は前置されたままである。

### 固有語による造語
- máy bay: 飛行機（機械+飛ぶ 中国語「飛機」の翻訳借用）
- tên lửa: ロケット（槍+火 中国語「火箭」の翻訳借用）
- nhà máy: 工場（家+機械）

ただし、南北統一後に「ベトナム語純化運動」が起き、いくつかの漢字借用語が固有語に置き換えられているため、南ベトナムで書かれた古い文章や、ベトナム戦争終結前に海外に移住した人々の間では、máy bayをphi cơ（翻訳借用ではない「飛機」の直読み）とするなどのズレがある。

### 漢字語による借用語
- Nhật Bản < 日本（Rìběn / Jat6 Bun2）
- Việt Nam < 「越南」（Yuènán / Jyut6 Naam4）: ベトナム
- chú ý < 注意（zhùyì / zyu4 ji4）
- vũ trụ < 宇宙（yǔzhòu / jyu5 zau6）
- công ty < 「公司」（gōngsī / gung1 si1）: 会社
- lãnh sự quán < 「領事館 領事館」（lǐngshìguǎn / ling5 si6 gun2）: 領事館
- thủ tướng < 首相（shǒuxiàng / sau2 soeng3）
- thư viện < 「書院 書院」（shūyuàn / syu1 jyun2）: 図書館
- phát triển < 「發展」（fāzhǎn / faat3 zin2） : 発展、開発

また現代中国語の語彙と意味が異なる漢字語も多い。
- phương tiện < 「方便」: 手段。中国語では「办法 / 辦法」または「手段」という。「方便」 (fāngbiàn / fong1 bin6) は中国語/広東語で便利の意味。
- văn phòng < 「文房」: 事務室。中国語/広東語では「办公室 / 辦公室」または「写字楼 / 寫字樓」という。「文房 / 文房」 (wénfáng / man4 fong4) は中国語/広東語で書斎の意味。
- giáo sư < 「教師」: 教授。中国語では「教授」（jiàoshòu / gaau3 sau6）で日本語と同様である。また中国語/広東語の「教师 / 教師（jiàoshī / gaau3 si1）も日本語と同様に教師の意味。
- tiên sinh < 「先生」：主に年長者または学識の高い者に対する尊称であったが、古典的な表現であり現在では専ら武侠もの創作や時代劇などでしか用いられない。中国語/広東語では「老师 / 老師」で、これには教師の意味もある。「先生」（xiānshēng / sin1 saang1）は中国語/広東語で基本的に男性に対する「～さま/～さん」にあたる敬称。広東語では日本語と同様に教師や医者に対する尊称としても用いられ、普通話では基本的に古義ではあるが地域によってはベトナム語と同様に「老师 / 老師」と同義語として扱われることもある（詳細はウィクショナリー「老師」の「Dialectal synonyms of 老師 (“teacher”)」の項を参照のこと ）。

日本語の和語に漢字を当てたタイプの漢字語や和製漢語が借用されてそのまま定着した例もある。この場合ベトナム語では中国語、朝鮮語の例と同様すべて漢字音で読まれる。
- lập trường < 立場
- trường hợp < 場合
- thủ tục < 手続
- bệnh viện < 病院
- gia đình < 「家庭」: 家族

### 欧米からの借用語
このほか、フランス語や英語からの借用語もある。アルファベット使用言語からの借用（とりわけ固有名詞の借用）は、ローマ字採用によって容易になったが、もとのスペルを生かすか、ベトナム語の音韻構造にそったスペルを採用するかをめぐって現在まで議論が続いており、借用形の使用には混乱がみられる。/m/, /n/, /ŋ/, /ɲ/ 以外の有声子音は音節末に立たないため、対応する無声子音（ない場合は調音部位の近い無声子音）に置き換えられる（フランス語の r を /k/ に音訳するなど）。
- ga 駅 (仏: gare)
- nhà băng 銀行 (仏: banque) ※nhàは固有語。日本語の「家」「建物」に相当する
- mít-tinh 会議 (英: meeting)
- Gia-các-ta / Jakarta ジャカルタ
- Internet インターネット

### 略語
音節の頭文字をとって略語を作ることが頻繁に行われ、母語話者でも首をかしげるものも多い。以下はほぼ誰にでも通じる例である。ただしこれらは筆記においてのみの存在であり、たとえばĐTDĐはデーテーゼーデーとは読まず、ディエントアイジードン(南部標準語ではイードン）と読む。
- ĐTDĐ - Điện Thoại Di Động（携帯電話）
- ĐT - Điện Thoại（電話）
- ĐC - Địa Chỉ（住所）
- CTy - Công Ty（会社）
- CSGT - Cảnh Sát Giao Thông（交通警察）
- UBND - Ủy ban nhân dân（人民委員会）
- NCHXHCNVN - Nước Cộng Hoà Xã Hội Chủ Nghĩa Việt Nam（ベトナム社会主義共和国）

またこの他に、特に携帯電話に慣れた若い世代では、声調記号の省略、được（受け身、許可、可能を示す語）を "đk"とする、không（否定、疑問を示す語）を "k"1文字で済ます、人称代名詞の anh, em を "a", "e"の1文字で済ますなどの省略が頻繁に行われる。

## 人称代名詞
ベトナム語では一般的に自分を表すのに tôi（私）、相手を表すのに bạn（友人、仲間）という語があるが、これは非常によそよそしい印象をもたらすものであり、初対面程度でしか用いられない。多少なりとも顔見知りであれば、anh（兄）, chị（姉）, em（弟・妹）, ông（祖父）, bà（祖母）, cô（叔母[父母の妹]）, chú（叔父[父母の弟]）, bác（伯父・伯母[父母の兄・姉]）, cháu（孫）などのような親族名称を用いて呼び合うのが通常である。このためお互いの年齢を確認のうえ、相手が年上なのか、年下なのか、男性なのか、女性なのか、年上であれば自分の両親より上か下か等の区別により、相手を表す語だけでなく自分を表す語も変化する事になる。相手が先生（教師）の場合は、年齢を問わず性別のみで区別し（男性：thầy, 女性：cô）、 生徒に対しては、em を用いる。

## 数字
10進法が基本となっており、関わりの深いカンボジア語やフランス語のような5進数・20進数の形跡は見られない。桁区切りは3桁で行われ、「千 (1.000)（nghìn, 南部では ngàn）」、「百万 (1.000.000)（triệu）」、「十億 (1.000.000.000)（tỷ）」が区切りとなり、漢字文化圏であっても「万」、「億」、「兆」の概念は薄い（「逐語訳：十千 (mười nghìn, 南部では mười ngàn) 」、「逐語訳：一百百万 (một trăm triệu)」、「逐語訳：一千十億 (một nghìn tỷ, 南部では một ngàn tỷ)」と見做される）。
他の漢字文化圏の言語である日本語や朝鮮語（韓国語）などと同じように、固有語に由来する固有数詞と漢語（漢越語）に由来する漢数詞が存在するが、漢数詞は、一部を除いて、ほとんど用いられていない。（詳細は、「漢数字」中の数詞・字のベトナム語 (越南語) の項目を参照）

## 方言
ベトナム語の方言は、北部方言、中部方言、南部方言の三つに大別され、それぞれハノイ市、フエ市、ホーチミン市（サイゴン）を標準とする。このうち中部方言は他の両者と比べ音韻、語彙の両面にわたる差異がもっとも大きく、次いで北部と南部が対立する。これは、歴史的にハノイとフエが鄭氏と広南阮氏の分立以来の対抗の歴史を持っているのに対し、南部は18世紀末以降初めて領域に入った「新開地」であり、明の滅亡でベトナムに流入した中国人難民が南部に入植し、ベトナム人官吏の支配下で勢力を拡大してクメール系住民を駆逐し、1863年のフランスによるカンボジア保護国化まで陸続としてカンボジア領土を侵食して拡大した歴史があるためである。
フランスの植民地化は1858年からの南部占領（コーチシナ総督府の設置）に始まり、その中心となったサイゴンは「東洋のパリ」と称される大都市に成長し、1975年のサイゴン陥落まで、ハノイに対立する政治的経済的中心であり続けたため、現在のベトナム語においてもハノイ方言とサイゴン方言とはほぼ同等の威信をもって並立しており、音声メディアにおいてもサイゴン方言はハノイ方言と並んで使用されている。
また、ベトナム戦争では多くの政治難民が発生し、特に南ベトナムに住んでいた富裕層や華人の多くが海外に移住している。そのような、社会主義国家としての新しい生活環境・習慣を知らない越僑の間で使われる言葉は、戦後の共産党政府による「ベトナム語純化運動」の影響を受けていないために漢語率が高いなどを含め、特に語彙の面において現在のベトナム在住者の言葉とは異なっている。
各方言の言語的区分においても、一般的なベトナムの地理的区分とは大きな差異がある（北部方言：タインホア省以北、中部方言：ゲアン省～フエ市、南部方言：ダナン市 (クアンナム省) 以南）。

### 音韻
音韻面においては、チュ・クオック・グーで弁別される特徴のうち、音節頭子音（声母）における対立がハノイ方言で摩滅しているのに対し、サイゴン方言ではこれを保存している（詳細は「文字」「子音」の各表を参照。ただし、音節頭子音の弁別はハノイ以外の北部方言ではかなり保存されている）。これに対し、音節末子音（韻尾）と声調の対立はサイゴン方言で摩滅する傾向にあり、韻尾に -n, -ng, -nh を持つ母音がいずれも鼻音化しているほか、声調では、4.thanh hỏi（問調）と 5.thanh ngã（転調）の区別がなくなり（あまり喉の緊張を伴わずに、普通の高さから緩やかに少し下がった後、また元の高さまで緩やかに上がって行く双方の中間的な発音になっているが、ハノイ方言の4.thanh hỏi (問調) よりも高低の振り幅が大きい）、6.thanh nặng（重調）もハノイ方言とは若干異なっている（あまり喉の緊張を伴わずに、やや低い所からゆったりと下がった後、音を引き伸ばすようにほんの少しだけ上がる）。また、閉音節の二重母音が、弱化して単母音化している（iê(yê) → i(y)、uô → u、ươ → ư）。ほかに、語彙の面では、三人称代名詞（単数）「彼、彼女（あの方）」（ông ấy, bà ấy, cô ấy, anh ấy, chị ấy など）が、指示形容詞 ấy「あの、その」を伴わずに、二人称代名詞のそのままの語形で声調を 4.thanh hỏi（問調）に変えるだけ（ổng, bả, cổ, ảnh, chỉ など）の口語的表現もある。
フエ方言は、基本語彙の面でハノイ方言、サイゴン方言と大きな差異（例：chi → gì「何」、mô → đâu「どこ」、răng → sao「どのように」、rứa → thế (北),  vậy (南)「そのように」(疑問文の語気助詞)、tau → tôi, mình「私、自分」、mi → bạn「あなた」、mần → làm「する」、o → bác「伯父・伯母 (父母の兄・姉)」、khi mô? → khi nào?「いつ」、ni → này 「この」、tê → kia「あの」、nớ → đó, đấy「その」、nỏ → không「～ない」(否定詞)など）がある上に、声調においても、仄声（trắc）である 3.thanh sắc（鋭調）、4.thanh hỏi（問調）、5.thanh ngã（転調）が、6.thanh nặng（重調）に変化している為、よく nói nặng「重い発音」と独特な語彙が中部方言の特徴と言われたりする。
ハノイ方言では、一部の音節が同じ発音になっている（ưu → iu、ươu → iêu）。